# روکازیکورا
روکازیکورا (به ایتالیایی: Roccasicura) یک کومونه در ایتالیا است که در استان ایسرنیا واقع شده‌است. روکازیکورا ۲۹٫۰ کیلومتر مربع مساحت و ۶۱۰ نفر جمعیت دارد.